# Rodgau
Rodgau – miasto w Niemczech, w kraju związkowym Hesja, w rejencji Darmstadt, w powiecie Offenbach, położone na południowy wschód od Frankfurtu nad Menem w Regionie Ren-Men. Najbardziej zaludnione miasto powiatu. Rodgau założone zostało w roku 1979 w wyniku połączenia się pięciu gmin, których historia sięga VIII wieku.

## Geografia

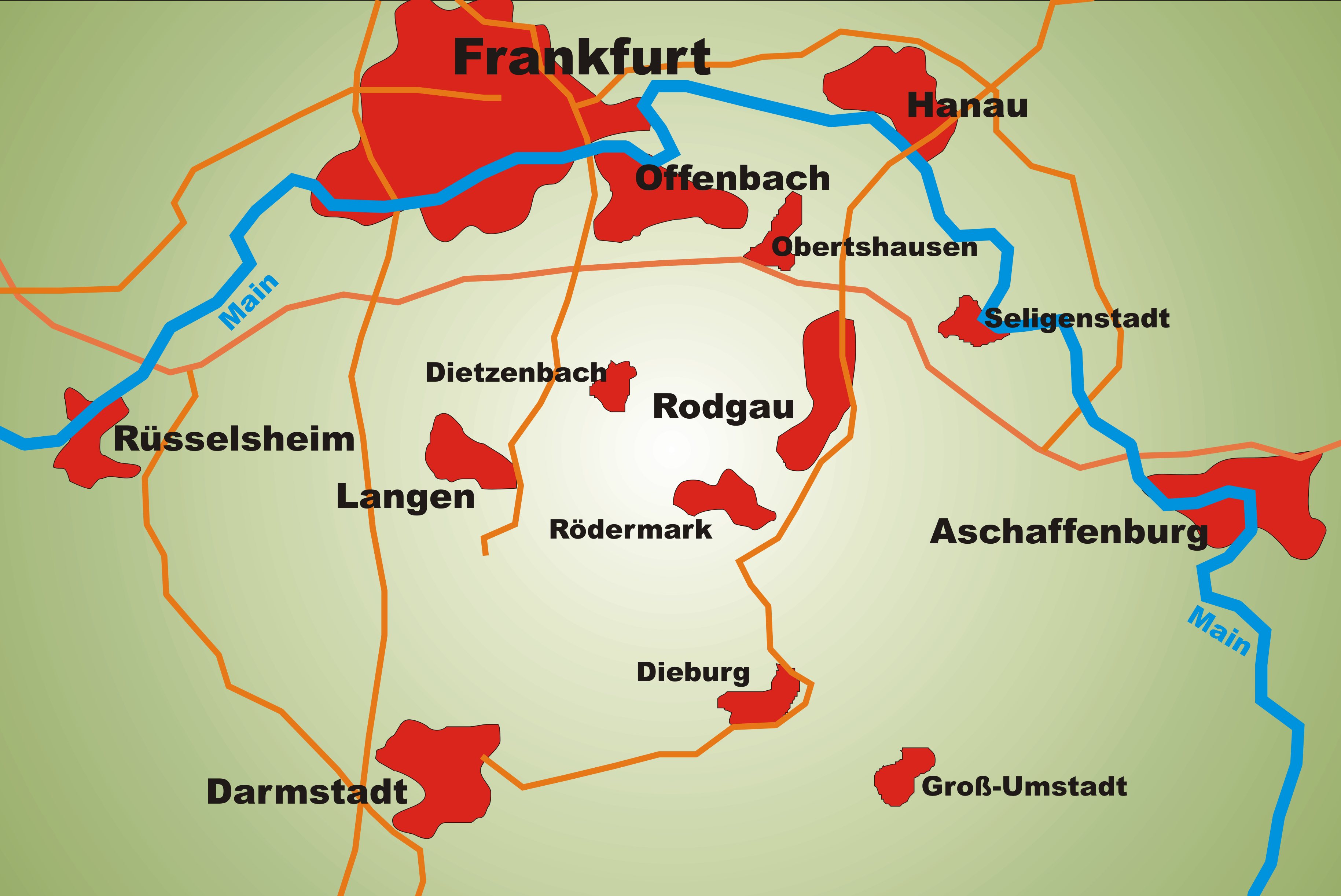
Położenie Rodgau w regionie Ren-Men

Rodgau jest częścią obszaru metropolitalnego Ren-Men, jednego z najmocniejszych gospodarczo rejonów Niemiec. Pięćdziesiąty równoleżnik przebiega tu dokładnie przez Puiseaux-Platz w Nieder-Roden. Rodgau leży na Nizinie Untermain, w północnym pogórzu Niziny Górnoreńskiej.

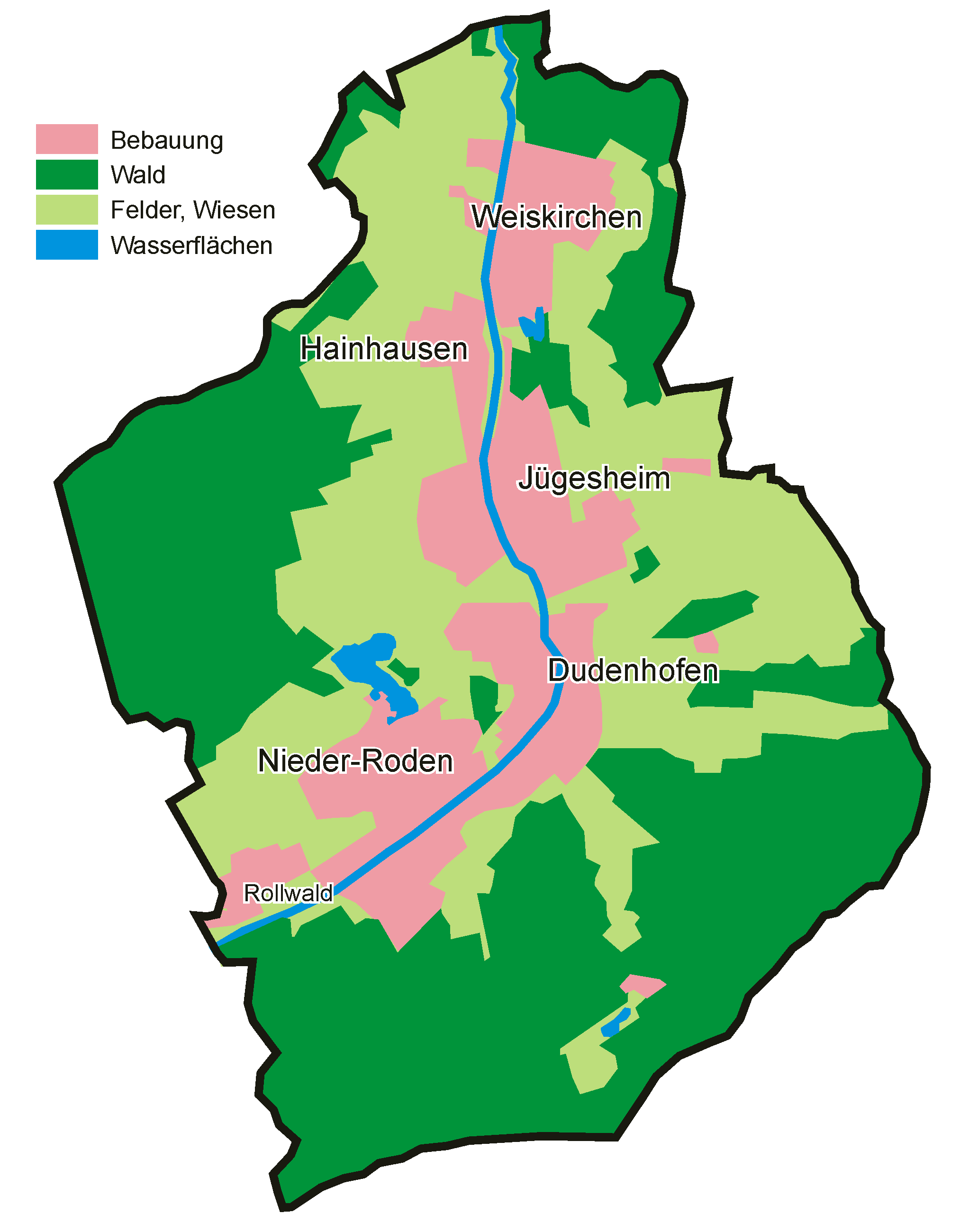
Granice oraz rozwój terytorialny miasta Rodgau

### Sąsiednie gminy
Rodgau na północy graniczy z miastem Heusenstamm i Obertshausen, na wschodzie z gminą Hainburg oraz miastem Seligenstadt, na południowym wschodzie z Babenhausen oraz gminą Eppertshausen (obie należą do powiatu Darmstadt-Dieburg), na południowym zachodzie zaś granica przebiega przy mieście Rödermark, a na zachodzie przy Dietzenbachu.

## Podział administracyjny
Rodgau składa się z następujących części miasta (Stadtteile): Weiskirchen, Hainhausen, Jügesheim, Dudenhofen oraz Nieder-Roden z należącym do niego przysiółkiem Rollwald.

## Historia
Miasto uzyskało prawa miejskie 15 września 1979, wskutek połączenia po reformie administracyjnej gmin: Weiskirchen, Hainhausen, Jügesheim, Dudenhofen oraz Nieder-Roden, a także osiedla Rollwald (przeprowadzonej 1 stycznia 1977). Nazwę zyskało od starych określeń tych terenów: Bachgau, Kinziggau i Maingau. Gminy, które dały Rodgau początek, miały już oczywiście wiele lat historii za sobą.
Rodgau, w 2007, liczyło 45 236 mieszkańców (w tym 2035 mieszkańców gmin sąsiednich), z których 22 120 to mężczyźni, a 23 116 – kobiety. 4471 mieszkańców to obcokrajowcy (9,9%) 52 narodowości. 64,6% populacji żyje w Rodgau więcej niż 10 lat.

## Współpraca
Miejscowości partnerskie:
- Donja Stubica, Chorwacja
- Hainburg an der Donau, Austria (kontakty utrzymuje dzielnica Nieder-Roden(inne języki))
- Nieuwpoort, Belgia (kontakty utrzymuje dzielnica Dudenhofen)
- Puiseaux, Francja (kontakty utrzymuje dzielnica Nieder-Roden)